# Lista persoanelor din industria jocurilor video
Aceasta este o listă a persoanelor din industria jocurilor video.
Lista este împărțită în funcție de slujba avută, dar unii oameni intră în mai multe categorii: Sid Meier este și designer dar și programator. În aceste cazuri ei apar în ambele secțiuni.

## Design de jocuri
Vezi și: Lista designerilor de jocuri video

## Joc online
- Richard Bartle: A scris primul MUD împreună cu Roy Trubshaw
- Elonka Dunin: Manager general la Simutronics, editor al  IGDA
- Kelton Flinn: designer al Air Warrior și alte jocuri online, co-fondator al firmei Kesmai
- Richard Garriott (a.k.a. Lord British): Creator al Ultima Online, A lucrat la  Lineage, Lineage 2 (Electronic Arts, NCsoft)
- Raph Koster: LegendMUD, Ultima Online, Star Wars: Galaxies. (Electronic Arts, Sony Online Entertainment)
- Brad McQuaid: Co-Creator al EverQuest (Verant Interactive, Sony Online Entertainment, Sigil Games)
- John Smedley (developer): Co-Creator al EverQuest (Verant Interactive, Sony Online Entertainment)
- Jake Song: Creator al Lineage (NCsoft)
- Gordon Walton: Producător executiv
- Jordan Weisman: Fondator al 4orty 2wo Entertainment, co-creator al I Love Bees și The Beast
- Will Wright: Creator al The Sims Online (Electronic Arts)
- Major Nelson: Xbox Live

## Programare
- Michael Abrash: Pionier al rutinelor rapide pentru grafică și autor al unor texte de programare
- Danielle Bunten Berry: M.U.L.E., Seven Cities of Gold și altele
- David Braben: co-creator al Elite
- Bill Budge: Raster Blaster și Pinball Construction Set
- John Carmack: Wolfenstein 3D, Doom, Quake, co-founded id Software
- Don Daglow: jocuri pentru mainframe Baseball, Dungeon. A creat și Intellivision Utopia, primul joc de simulare
- Richard Garriott (a.k.a. Lord British): creatorul seriei Ultima și fondator al firmeiOrigin Systems
- Wesley Huntress: Rendezvous: A Space Shuttle Simulator și Wilderness: A Survival Adventure
- Andre Lamothe: Autor al unor texte pentru programarea jocurilor
- Jordan Mechner: Karateka și seria Prince al Persia
- Sid Meier: seria Civilization, Railroad Tycoon, co-fondator al Firaxis
- Alan Miller: Programator pentru Atari 2600, a co-fondat firma Activision și Accolade
- Jeff Minter: Fondator al Llamasoft și programator al majoritatea jocurilor video ale firmei
- David Mullich: The Prisoner și alte jocuri Edu-Ware
- Yuji Naka: Sonic the Hedgehog și alte jocuri Sega
- Steven Pederson: Terrorist și alte jocuri Edu-Ware
- Jim Sachs: Programmer al Saucer Attack
- Chris Sawyer: Programator și designer al seriei Roller Coaster Tycoon și alte jocuri
- Ken Silverman: Autor al motorului grafic Build engine
- Tim Sweeney: fondat Epic Games, Unreal series și al Unreal engine
- Anne Westfall: Programator al seriei Archon
- Will Wright: programator al primelor jocuri din seria SimCity și co-fondator al Maxis

Vezi și: Categorie:Programatori de jocuri video

## Animație și artă
- Jordan Mechner: A folosit pentru prima dată mișcările realistice într-un joc video: Prince al Persia
- Jim Sachs: A creat un nou standard al calității în jocul Defender al the Crown pentru Amiga:

## Sunet și muzică
- Martin Galway: compozitor pentru chipul de sunet SID al Commodore 64
- Rob Hubbard: compositor pentru Commodore 64
- Koji Kondo: compozitor pentru Super Mario Bros. și seria Zelda
- Richard Joseph: Sunetist câștigător al premiului Bafta  și compozitor pentru Amiga și alte formate populare.
- George Sanger: aka The Fat Man, compozitor pentru multor jocuri
- Nobuo Uematsu: compozitor pentru seria Final Fantasy
- Dave Warhol: compozitor pentru jocurile destinate Mattel Intellivision cât și pentru unele jocuri ale Electronic Arts
- Jerry Martin: compozitor pentru multe jocuri din seria The Sims.

## Tehnologie
- Ralph Baer: Inventator al Magnavox Odyssey, prima consolă de jocuriî
- John Carmack: A pionierat multe tehnici de programare 3-D și a dezvoltat tehnici ce au lansat genul first-person shooter, co-foundat id Software
- Masayuki Uemura: Inventator al Nintendo Entertainment System și Super Nintendo Entertainment System
- Gunpei Yokoi: Inventator al Game și Watch, Game Boy și WonderSwan

## Companii
- J. Allard: Președinte Xbox
- Marc Blank: Co-fondator al Infocom
- Nolan Bushnell: Fondator al Atari
- Doug Carlston: Co-fondator al Broderbund
- Kelton Flinn: Co-fondator al Kesmai
- David Gordon: Fondator Programma International
- Trip Hawkins: Fondator Electronic Arts
- Satoru Iwata: Președintele  Nintendo
- Paul Jaquays: Started the game design unit at Coleco
- Ken Kutaragi: Președintele  Sony Computer Entertainment, Inc.
- Jeff Mallet: Fondator al Zillions
- Peter Moore: Sega, Microsoft.
- Peter Molyneux: Fondator al Lionhead Studios, Co-fondator Bullfrog Productions
- Scott Orr: Fondator al GameStar, Glu
- Steven Pederson: Co-fondator al Edu-Ware
- Sherwin Steffin: Co-fondator al Edu-Ware
- Hirokazu 'Hip' Tanaka: Președintele Pokémon Co.
- Jordan Weisman: Fondator al FASA
- David Whatley: Fondator al Simutronics
- Hiroshi Yamauchi: Former president al Nintendo
- George Shomali: Fondator al Nassons Entertainment Studios,